# Wahlkreis Entlebuch
| Sitze im Kantonsrat (2019–2023)              |
| Insgesamt 7 Sitze - CVP: 4 - FDP: 1 - SVP: 2 |

Der Wahlkreis Entlebuch ist einer von sechs Wahlkreisen des Kantons Luzern in der Schweiz. Flächenmässig entspricht er weitgehend dem auf den 1. Januar 2013 aufgehobenen Amt Entlebuch; neu hinzu kam die bis zum 31. Dezember 2012 zum Amt Sursee gehörende Gemeinde Wolhusen.

## Geografie
Der Wahlkreis Entlebuch liegt im Südwesten des Kantons Luzern, südlich des Napf. Der Wahlkreis ist mehr oder weniger deckungsgleich mit dem Quellgebiet der Flüsse Kleine Emme und Ilfis, einem der Quellflüsse der Emme.

## Liste der Gemeinden
Der Wahlkreis Entlebuch besteht aus den folgenden neun Gemeinden:
| Wappen              | Name der Gemeinde   | Einwohner (31. Dezember 2023) | Fläche in km² | Einwohner pro km² |
| ------------------- | ------------------- | ----------------------------- | ------------- | ----------------- |
| Doppleschwand       | Doppleschwand       | 830                           | 6,95          | 119               |
| Entlebuch           | Entlebuch           | 3387                          | 56,90         | 60                |
| Escholzmatt-Marbach | Escholzmatt-Marbach | 4474                          | 106,40        | 42                |
| Flühli              | Flühli              | 1821                          | 108,17        | 17                |
| Hasle               | Hasle (LU)          | 1794                          | 40,31         | 45                |
| Romoos              | Romoos              | 652                           | 37,39         | 17                |
| Schüpfheim          | Schüpfheim          | 4251                          | 38,38         | 111               |
| Werthenstein        | Werthenstein        | 2199                          | 15,80         | 139               |
| Wolhusen            | Wolhusen            | 4561                          | 14,29         | 319               |
| Total (9)           | Total (9)           | 23'969                        | 424,59        | 56                |

## Veränderungen im Gemeindebestand seit 2013

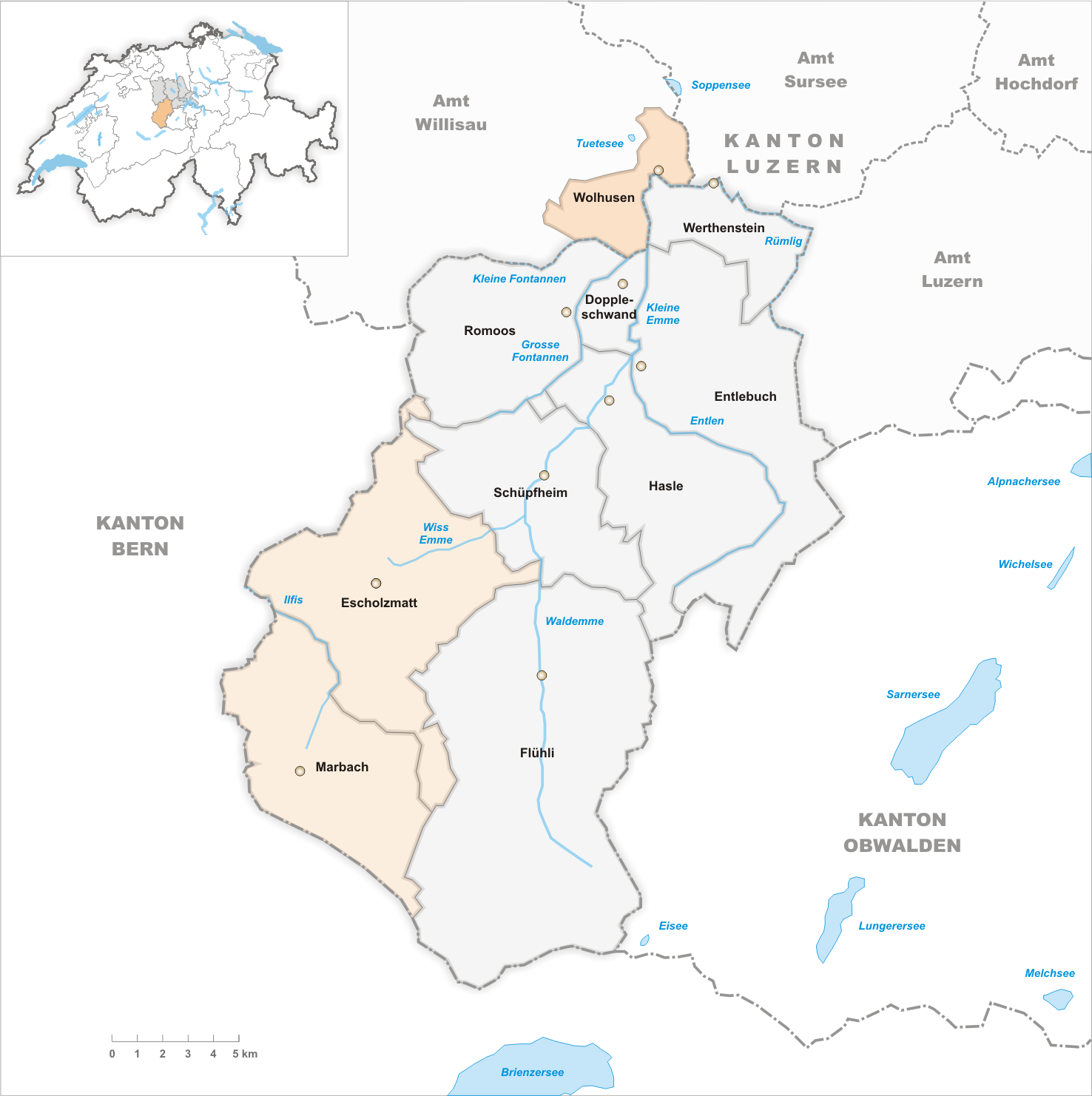
Gemeinden bis 2012

### Fusionen
- 2013: Escholzmatt und Marbach  →  Escholzmatt-Marbach

## Biosphärenreservat
Die Region Entlebuch ist seit 2000 das erste UNESCO-Biosphärenreservat der Schweiz (nach Sevilla-Strategie). Zur UNESCO-Biosphäre Entlebuch gehören sieben der neun Gemeinden des Wahlkreises Entlebuch: Doppleschwand, Entlebuch, Escholzmatt-Marbach, Flühli, Hasle, Romoos und Schüpfheim.